# Alexandra Ledermann / Horsez
Alexandra Ledermann (ve Francii), též vydaná pod názvy Horsez (v Česku) nebo Pippa Funnell (ve Spojeném království), je videoherní série s koňmi od vývojářů Lexis Numérique. Desátou hru série vyvíjelo studio Phoenix Interactive.
Do roku 2009 se prodalo více než milion kopií her z této série.  Francouzská a anglická verze série jsou pojmenovány po jezdkyních Alexandra Ledermann a Pippa Funnell.

## Hry

### PC a herní konzole
- Alexandra Ledermann: Vášeň pro jezdectví [2] [3]
- Alexandra Ledermann 2: Jezdecká soutěž [4] [5]
- Alexandra Ledermann 3: Dobrodružná jízda [6] [7]
- Alexandra Ledermann 4: Dobrodružství v hřebčíně [8]
- Alexandra Ledermann 5: Dědictví hřebčína (Horsez: Dědictví hřebčína)[9]
- Alexandra Ledermann 6: Škola šampionů (Horsez 2: Vzhůru do sedel)[10]
- Alexandra Ledermann 7: Výzva o zlatý třmen (Horsez 3: Šampionát o zlatý třmen)[11]
- Alexandra Ledermann 8: Tajemství hřebčína (Horsez 4: Tajemství Ranče)[12]
- Alexandra Ledermann: Údolí Haras de la Vallée
- Alexandra Ledermann: Kopec divokých koní (Horsez 5: Jezdecký šampión)[13]
- Alexandra Ledermann: Léto v hřebčíně

### Přenosné konzole
- Alexandra Ledermann (Game Boy Advance, 2005) [14]
- Alexandra Ledermann: Cvalová dobrodružství (Game Boy Advance, 2006)[15]
- Alexandra Ledermann (Nintendo DS, 2006)[16]
- Alexandra Ledermann 2: Moje dobrodružství v hřebčíně (Nintendo DS, 2007)[17]
- Alexandra Ledermann : Tajemství divokých koní (Nintendo DS, 2008)[18]
- Alexandra Ledermann : Údolí Haras de la Vallée (PlayStation Portable, 2009)[19]
- Poney Club od Alexandry Ledermann (Nintendo DS, 2009)[20]
- Alexandra Ledermann: Dobrodružství na letním táboře (Nintendo DS, 2009)[21]
- Alexandra Ledermann 3D (Nintendo 3DS, 2013)[22]